# Vilobí d'Onyar
Vilobí d'Onyar est une commune de la province de Gérone, en Catalogne, en Espagne, de la comarque de la Selva.